# Asplenium onopteris
Asplenium onopteris — вид рослин родини аспленієві (Aspleniaceae).

## Морфологія
Рослина з червонувато-коричневим стеблом сягає висоти від 10 до 50 см. Листова пластина шкіряста і блискуча, темно-зелена, периста трикутно-яйцеподібна. Сорус (кластер спор) розташований поблизу жилок вен. Число хромосом, 2n = 72.

## Поширення, біологія

### Розповсюдженість
Росте навколо Середземного моря, у тому числі на Канарських островах і в Північній Африці. Є поодинокі знахідки так далеко на північ як в Ірландії та Польщі.

### Біологія
Найкращими для проживання є тінисті ущелини в лісах і чагарниках. Зустрічається в основному на вапнякових скелях, на висотах до 1000 м у тінистих місцях. Спори дозрівають з вересня по червень.

### Розрізнення
Через його схожість з Asplenium adiantum-nigrum (деякі ботаніки дійсно вважають A. onopteris підвидом) сплутати з цим видом дуже можливо. Від A. adiantum-nigrum відрізняється тим, що має менші соруси і листя другого порядку є вужчими і більш видовженими, тому листова пластина робить враження більш тендітної.

## Галерея

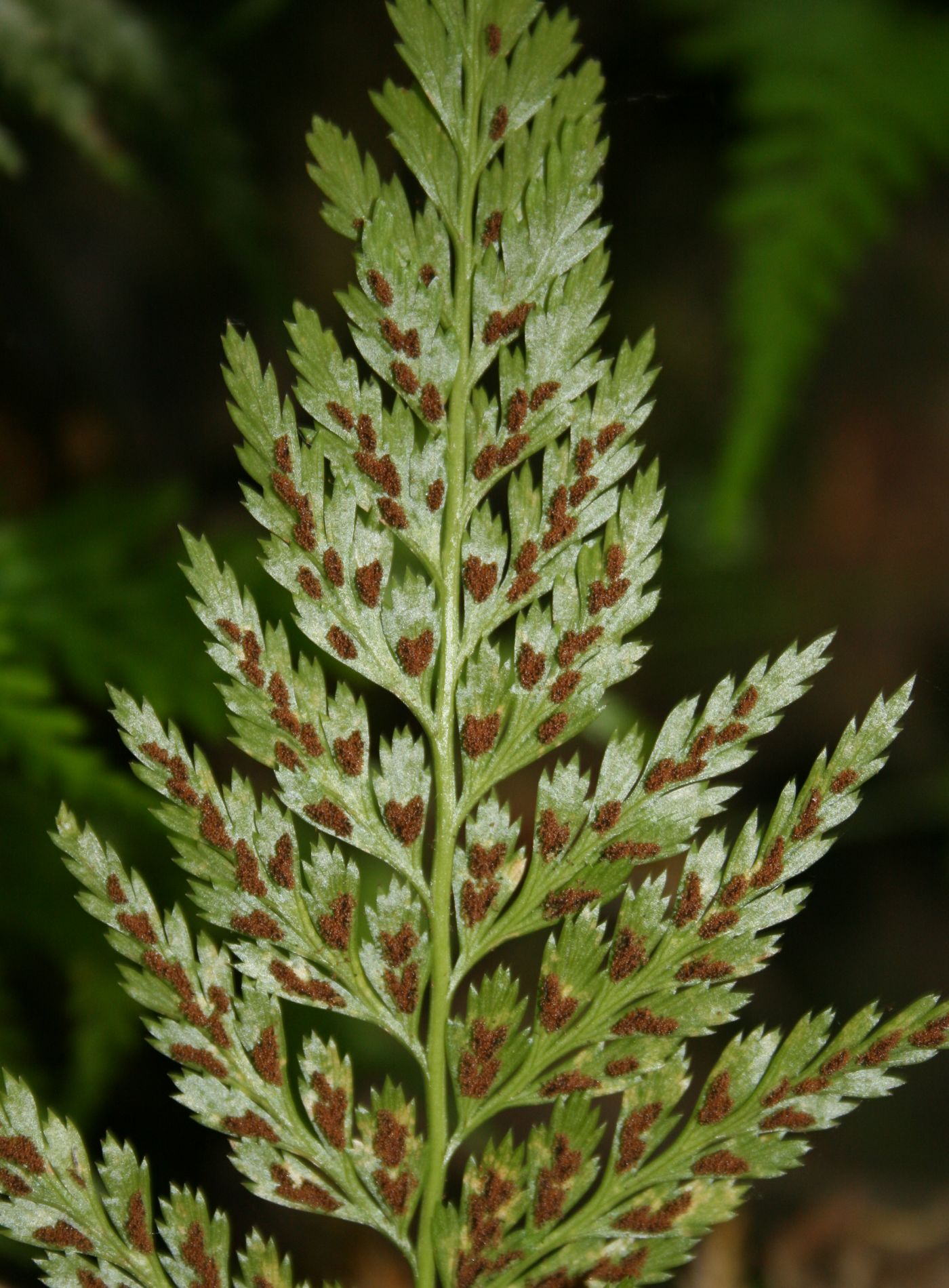
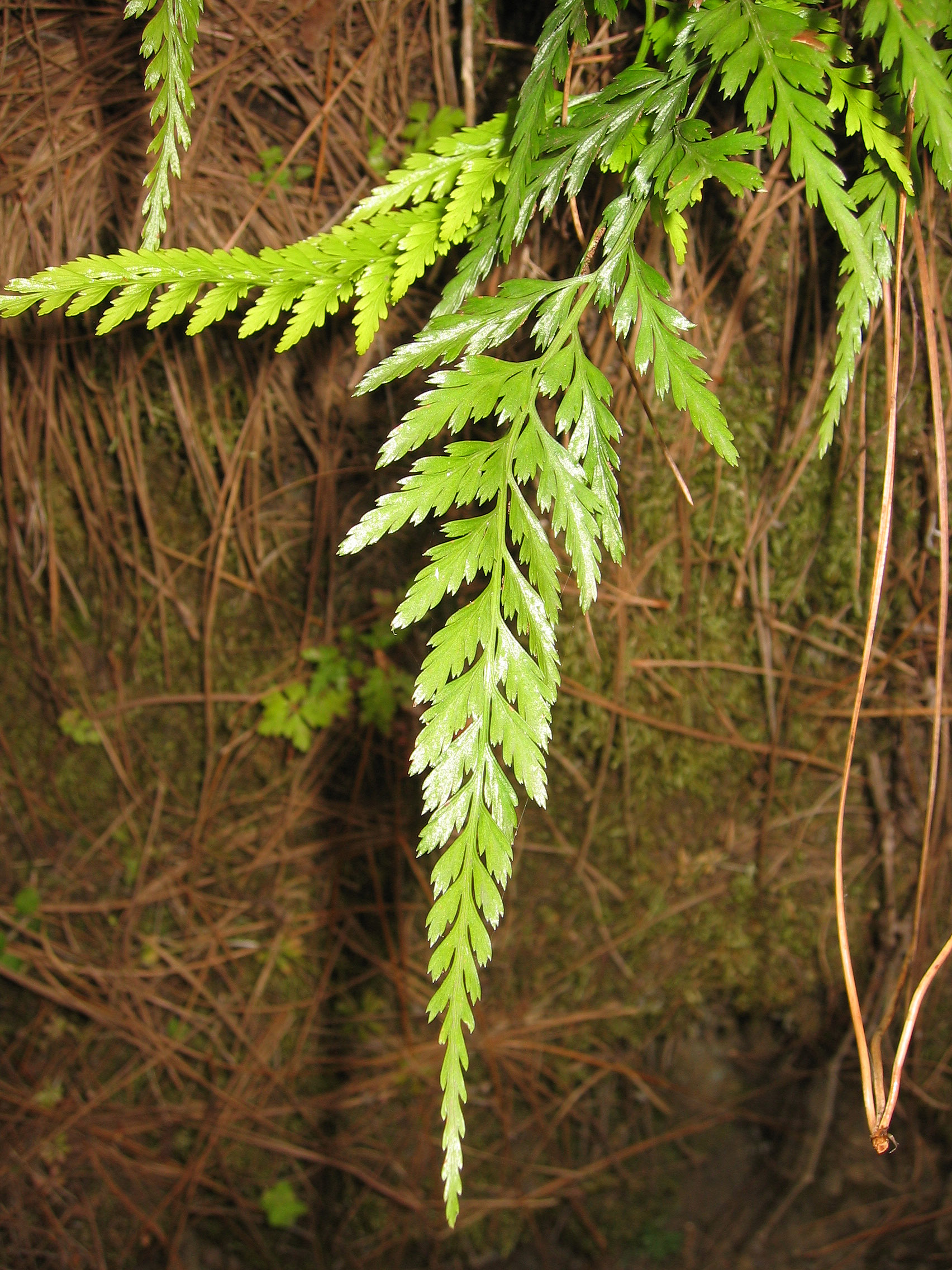
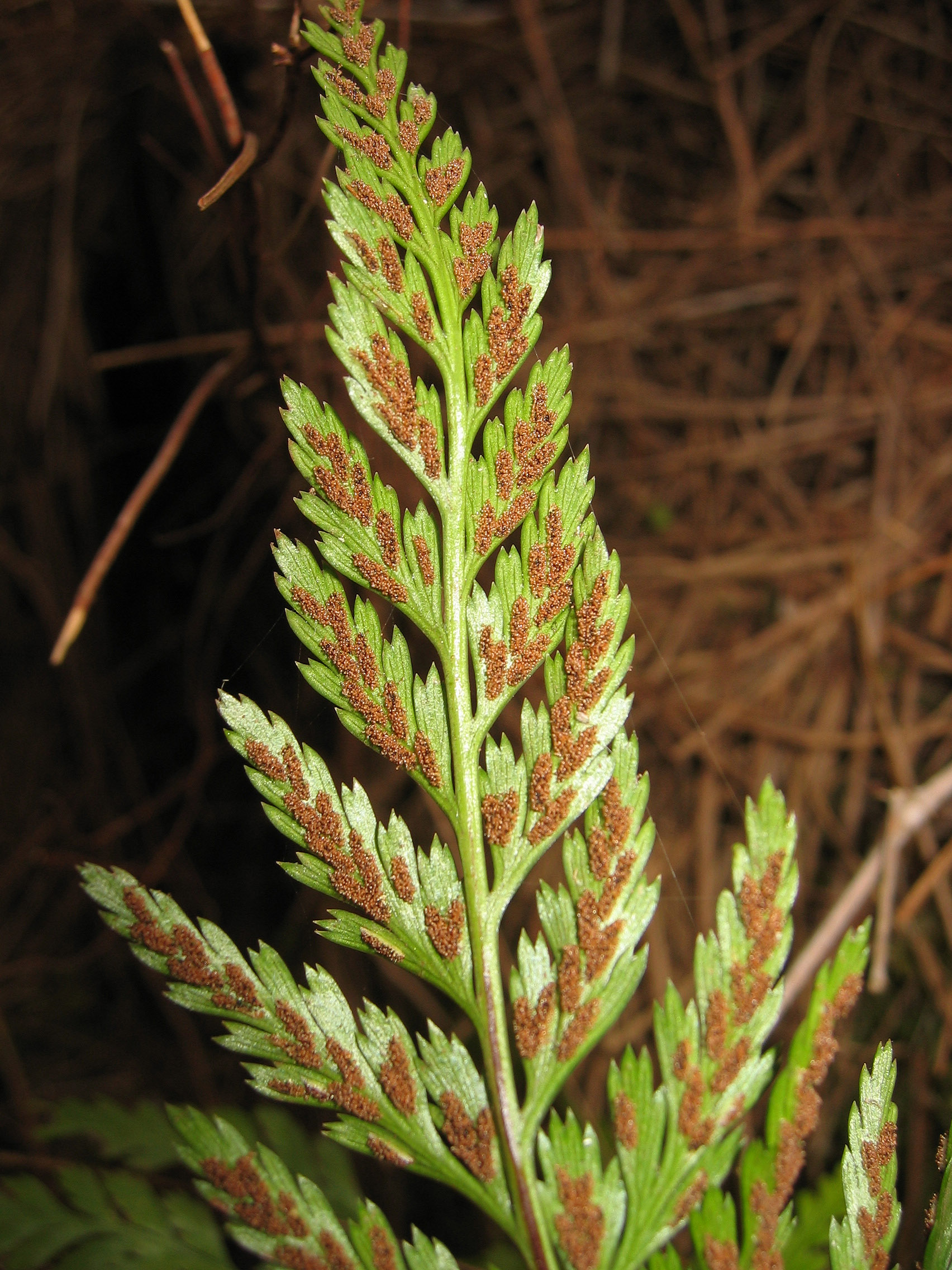

| Папороті | Це незавершена стаття про папороті. Ви можете допомогти проєкту, виправивши або дописавши її. |